# Ducato di Friedland

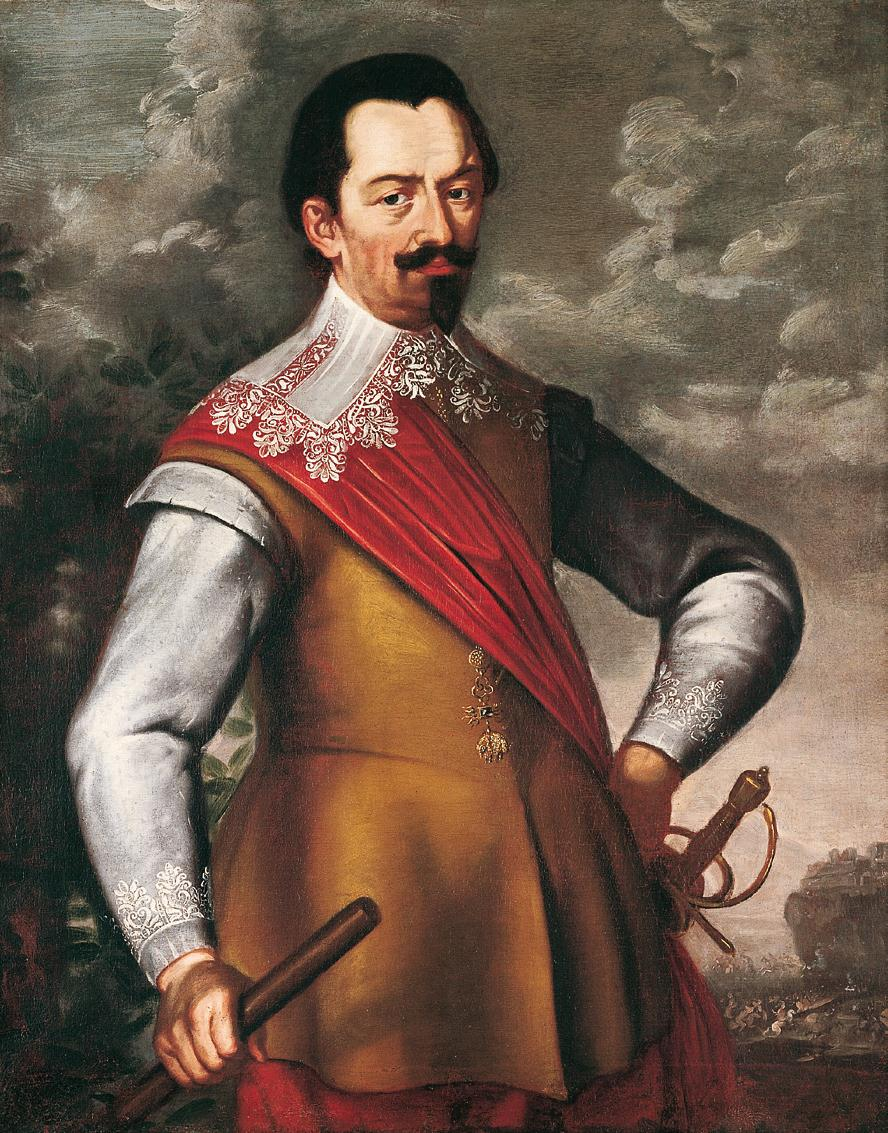
Albrecht von Wallenstein.

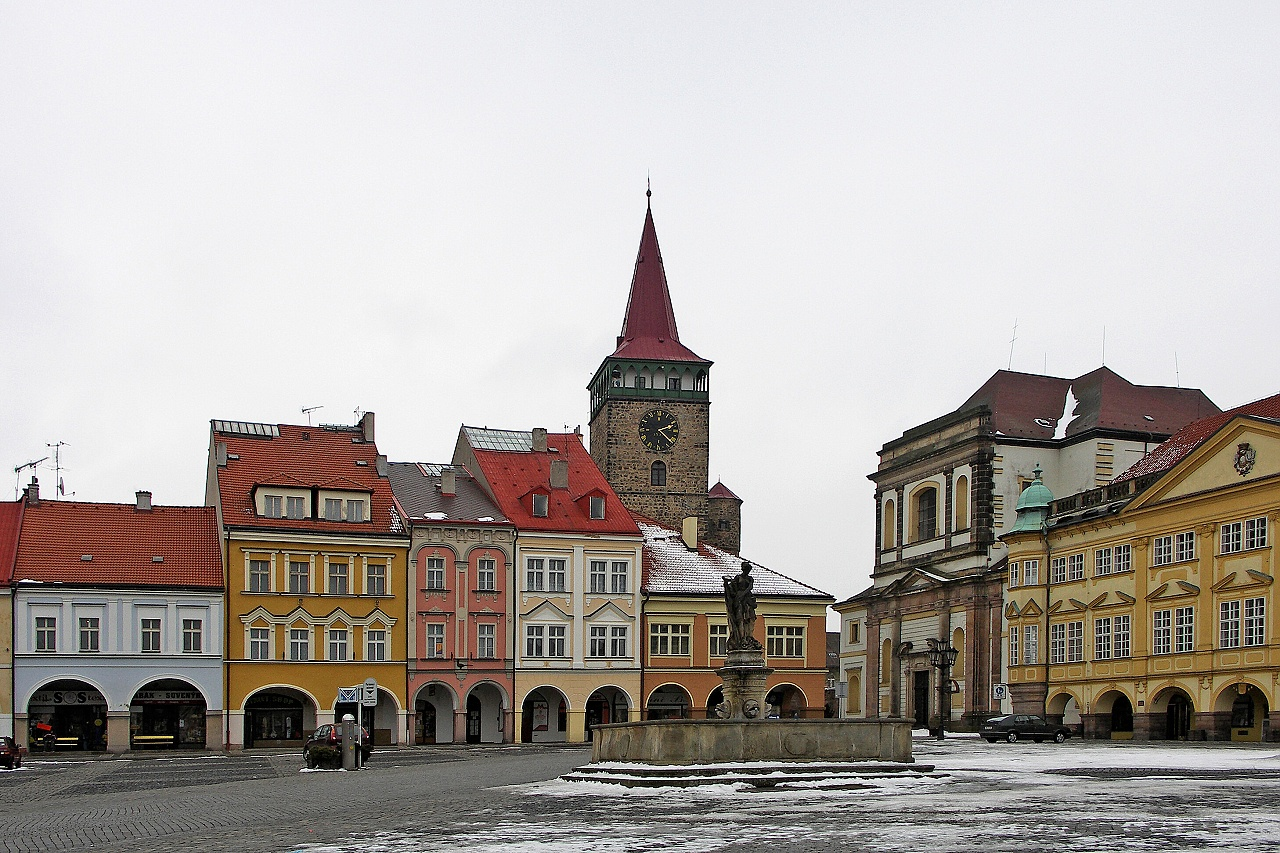
Jičín, Piazza Wallenstein - verso destra l'incompiuta chiesa cattedrale. L'edificio più a destra è la parte frontale del palazzo ducale, rifatto dopo la morte di Wallenstein.

Il ducato di Friedland (in ceco Frýdlantské vévodství, in tedesco Herzogtum Friedland) fu uno stato di fatto indipendente in Boemia. Venne creato nel 1627 e scomparve nel 1634, dopo la morte del suo governante, Albrecht von Wallenstein (1582 - 1634). In precedenza, dal 1624 al 1627, si chiamava  Principato di Friedland (in ceco Frýdlantské knížectví, in tedesco Fürstentum Friedland).

## Storia
Il principato e il ducato furono eretti grazie all'ascesa al potere di Albrecht von Wallenstein, generale al servizio degli Asburgo durante la Guerra dei Trent'anni.
Nell'agosto 1622 Wallenstein ricevette i titoli di Conte palatino (říšský hrabě, Pfalzgraf) e Conte del Sacro Romano Impero (hrabě, Graf). Il predicato "di Friedland" (z Frýdlantu, von Friedland) derivò dalla città boema di Freidland, acquisita dal Wallenstein nel 1621, assieme alla signoria su tutto il suo territorio. Il 7 settembre 1623 ricevette il titolo di Duca imperiale. Al tempo, aveva 49 signorie nella parte nordorientale della Boemia, che nel 1624 sarebbero diventate 64. Il 12 marzo 1624 l'imperatore Ferdinando II proclamò il Principato di Friedland che, il 4 gennaio 1627, divenne Ducato per l'elevazione di titolo del Wallenstein.
Il nuovo ducato divenne, in pratica, uno stato indipendente all'interno della Boemia. Wallenstein iniziò un'ambiziosa ricostruzione di Jičín, capitale del ducato. Pianificò una nuova cattedrale, un'università e un'assemblea ducale. Nel 1628 ottenne il privilegio di battere moneta e il diritto di assegnare titoli nobiliari e privilegi cittadini.
Per preparare l'università invitò i gesuiti a Jičín, dove stabilirono un collegio. Wallenstein iniziò a costruire una grande chiesa barocca come sede del vescovo (l'edificio, pur mai completato, è ancora oggi la principale chiesa della città). Vicino alla chiesa venne costruito il palazzo ducale. Durante il periodo ducale, la città raddoppiò la sua estensione. Vicino a Jičín venne aperto un grande parco, i cui resti sono visibili ancora oggi.
Il finanziatore di Wallenstein, Hans de Witte, aprì e gestì miniere di argento, rame e piombo, fonderie, fabbriche di armi e un sistema di navigazione sul fiume Elba, per supportare le forze militari del signore.
Dopo la morte di Wallenstein (1634) gran parte del ducato venne assegnato al conte Mattia Galasso e l'indipendenza sfumò.

## Letteratura

### In inglese
- Golo Mann: Wallenstein, his life narrated, 1976, Holt, Rinehart and Winston, ISBN 0030918847.

### In ceco
- Jan Morávek, Zdeněk Wirth: Waldštejnův Jičín (Waldstein's Jičín), Prague, 1946.
- Zdeněk Hojda: Albrecht Václav Eusebius z Valdštejna, mezníky života (Albrecht Wenceslas Eusebius of Waldstein - the milestones of his life), in: Mojmír Horyna et al.: Valdštejnský palác, 2002, ISBN 80-86087-35-2.

### In tedesco
- Anton Ernstberger: Wallenstein als Volkswirt im Herzogtum Friedland (Wallenstein as an economist in the Duchy of Friedland), Reichenberg i.B. Kraus. 1929. VI, 148 S. : Kt.. Prager Studien aus dem Gebiete der Geschichtswissenschaft; 19.

| Controllo di autorità | VIAF (EN) 309847059 · LCCN (EN) no2014090539 |